# غوزالان
غوزالان هي قرية في مقاطعة كليبر، إيران. عدد سكان هذه القرية هو 751 في سنة 2006.